# SN 2004cd
SN 2004cd – supernowa typu Ia odkryta 14 maja 2004 roku w galaktyce A134450-0003. W momencie odkrycia miała maksymalną jasność 22,70m.